# Jack Graham (Mörder)
John Gilbert „Jack“ Graham (* 23. Januar 1932 in Denver, Colorado; † 11. Januar 1957 in Cañon City, Colorado) war ein US-amerikanischer Massenmörder. Er brachte aus Habgier mittels einer Bombe an Bord eines Fluges der United Air Lines 44 Menschen um.
Eine Douglas DC-6B war auf dem Flug UA629 am 1. November 1955 unterwegs vom damaligen Stapleton International Airport (Denver) nach Portland, Oregon. Flugkapitän war der Weltkriegsveteran Lee Hall. Grahams Mutter war ebenfalls an Bord. Das Motiv für das Attentat war eine Lebensversicherungspolice im Wert von 37.500 Dollar, die direkt vor dem Start an einem Automaten erworben worden war. Durch eine Flugverspätung detonierte der Sprengsatz im Frachtraum 4 nach 11 Minuten über flachem Land, statt wie geplant im Gebirge. Niemand überlebte die Explosion.
Jack Gilbert Graham zeigte keine Reue, gestand aber am 13. November 1955 schließlich, die Bombe im Koffer seiner Mutter platziert zu haben. Er wurde in der Gaskammer der Colorado State Penitentiary („Strafanstalt des Staates Colorado“) in Cañon City, Colorado am 11. Januar 1957 hingerichtet.
In dem halbdokumentarischen Spielfilm Geheimagent des FBI (The FBI Story) (1959), Regie: Mervyn LeRoy, war das Attentat ein Teil der Handlung. Graham wurde darin durch den Schauspieler Nick Adams verkörpert.